# 半田美永
半田 美永（はんだ よしなが、1947年8月23日 - ）は、日本の国文学者。近代文学が専門。皇學館大学名誉教授。

## 来歴
和歌山県出身。和歌山県立那賀高等学校を経て、1971年に皇學館大學文学部国文学科を卒業。1978年、同大学大学院文学研究科博士課程単位取得満期退学。講談社『子規全集』の編纂に従事。智辯学園和歌山中学校・高等学校教諭を経て、1984年に皇學館大學専任講師となる。2003年に「佐藤春夫研究」で博士（文学）の学位を取得。助教授、教授を経て、2013年に定年退職。その間、学生部長、文学部長、評議員、理事などを務めた。2018年3月まで皇學館大学特別教授、同年4月より名誉教授。
その後、河南大学客座教授、河南師範大学客座教授。放送大学非常勤講師等を務める。2021年11月、和歌山県文化表彰「文化功労賞」を受賞。

## 人物
30代に『和歌山県史』(近・現代通史編・人物編)の編集・執筆に関与したのを契機として、紀伊半島にかかわる文学分野に着目。以来資料の発掘を行い、その意義について論述、基礎的研究を継続してきた。地方固有の風土(特に紀伊半島)を文化論的な視点から考察、古代から現代までの文学を時系列的に読み直す作業を進め、日本の伝統文化が異文化を受容しながら変容していく成長の様子を、主に文学・思想を通じて考証する精神史をテーマにしている。こうした資料の渉猟と実証に裏打ちされた研究を行い、留学生を含む後進の育成にも尽力した。
現在、解釈学会常任委員、国際熊野学会常任委員、子規研究の会代表理事(会長)などを務める。1980年代から『産経新聞』『中日新聞』『毎日新聞』等に紀伊半島に関わる文人について連載、学会誌掲載の論文を合わせて著書『紀伊半島をめぐる文人たち』(ゆのき書房、1987年)、編著『伊勢志摩と近代文学』(和泉書院、1999年。ISBN 4870889684)等を刊行。文学分野における「熊野学」の先駆者となる。また、中国大陸訪問を記念した歌集『中原の風』(短歌研究社、2008年。ISBN 9784862721044)は、一部中国語にも翻訳された。短歌は、主に前登志夫の著作に学んだという。

## 著書

### 単著
- 『紀伊半島をめぐる文人たち：近代和歌山の文学風土』（ゆのき書房、1987）
- 『劇作家阪中正夫：伝記と資料』（和泉書院、1988）ISBN 4870882833
- 『佐藤春夫研究』（双文社出版、2002）ISBN 4881645463
- 『文人たちの紀伊半島：近代文学の余波と創造』（皇學館大学出版部、2005）ISBN 4876441200
- 『森鷗外の独逸体験と東洋』〈注、中国語訳・張文宏。「あとがき」白智立〉（皇學館大学出版部、2012）
- 『伊勢から熊野へ：折口信夫の足跡と神道観』（皇學館大学出版部、2013）
- 『近代作家の基層：文学の〈生成〉と〈再生〉・序説』（和泉書院、2017）ISBN 9784757608290
- 『有吉佐和子論：小説「紀ノ川」の謎」』（鳥影社、2021）ISBN 9784862658845
- 『子規のうたごゑ』（和泉書院、2022）ISBN 9784757610262
- 『俳句の径高野山』（和泉書院、2023）ISBN 9784757610811

#### 歌集
- 『帰郷：新たなる出発のために』（教育出版センター、1979）
- 『句集山塊』〈編・吉川木城句集〉（教育出版センター、1984）
- 『中原の風：半田美永歌集』（短歌研究社、2008）ISBN 9784862721044

### 編著
- 『阪中正夫集：その文学と生の軌跡』（ゆのき書房、1979）
- 『証言阪中正夫』（和泉書院、1996）ISBN 4870887746
- 『伊勢志摩と近代文学』（和泉書院、1999）ISBN 4870889684
- 『阪中正夫文学選集』（和泉書院、2001）ISBN 475760095X
- 『伊勢志摩と近代文学：映発する風土』（和泉書院、2009）ISBN 9784757605237
- 『逍遥游学』（銀の鈴社、2014）

### 共編著
- （浦西和彦）『紀伊半島近代文学事典：和歌山・三重』（和泉書院、2002）ISBN 4757601808
- （井上謙、宮内淳子）『有吉佐和子の世界』（翰林書房、2004）ISBN 4877371931
- （濱川勝彦、秦昌弘、尾西康充）『丹羽文雄と田村泰次郎』（学術出版会、2006）ISBN 4820521446
- （秦昌弘）『丹羽文雄文芸事典』（和泉書院、2013）ISBN 9784757606470
- （劉徳潤）『日本俳句入門』（上海世界図書出版公司、2020）ISBN 9787519267698